# Lingua madurese

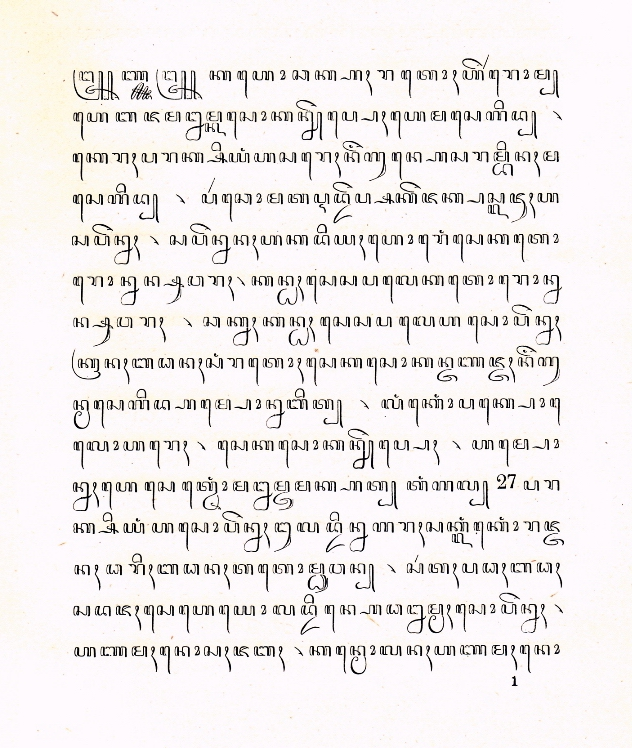
Il Raden Segara, un testo in madurese scritto in Scrittura giavanese (1890)

La lingua madurese o madura o madhura è una lingua austronesiana parlata in Indonesia. Al 2022, è parlata da 7,8 milioni di parlanti totali.

## Distribuzione geografica
Dopo il giavanese, il sondanese ed il malese, è la quarta lingua regionale (bahasa daerah) dell'Indonesia. È parlata principalmente sull'isola di Madura, da cui deriva il nome, e sulla costa nord della provincia di Giava Orientale.

## Classificazione
Secondo Adelaar, il madurese, con la lingua delle isole Kangean che gli è apparentata, fa parte del sottogruppo delle lingue maleo-sumbawan, appartenente alle lingue maleo-polinesiache.

## Fonologia
Le tabelle seguenti presentano la fonologia del madurese, consonanti e vocali.

### Vocali
|        | Anteriore | Centrale | Postériore |
| ------ | --------- | -------- | ---------- |
| Chiusa | i i       | ɤ ɤ ɨ    | u          |
| Media  | e         | ə        | o          |
| Aperta | ɛ         | a        | ɔ          |

### Consonanti
|            |             | Bilabiale | Dentale | Retroflessa | Palatale | Vélare | Glottale |
| ---------- | ----------- | --------- | ------- | ----------- | -------- | ------ | -------- |
| Occlusiva  | Sourda      | p         | t       | ṭ           |          | k      | ʔ        |
| Occlusiva  | Aspirazione | ph        | th      | ʈʰ          |          | kh     |          |
| Occlusiva  | Sonora      | b         | d       | ḍ           |          | g      |          |
| Fricativa  | Fricativa   |           | s       |             |          |        | h        |
| Affricata  | Sorda       |           |         |             | t͡ʃ       |        |          |
| Affricata  | Aspirazione |           |         |             | ch       |        |          |
| Affricata  | Sonora      |           |         |             | d͡ʒ       |        |          |
| Nasale     | Nasale      | m         | n       |             | ɲ        | ŋ      |          |
| Vibrante   | Vibrante    |           | r       |             |          |        |          |
| Liquida    | Liquida     |           | l       |             |          |        |          |
| Semivocale | Semivocale  | w         |         |             | j        |        |          |